# Dechen Chökyi Drönme
Dechen Chökyi Drönme (tibétain : བསམ་སྡིང་རྡོ་རྗེ་ཕག་མོ་བདེ་ཆེན་ཆོས་སྒྲོན་, Wylie : bsam sding rdo rje phag mo bde chen chos sgron) est la douzième Samding Dorje Phagmo d'une lignée de femmes tulkous, de lama réincarnées.

## Biographie
La date exacte de la naissance de l'incarnation actuelle est contestée par Hildegard Diemberger, elle serait née un an avant le décès de la précédente incarnation. K. Dhondup et Tashi Tsering pensent qu'elle est en fait née en 1938, avant la mort du onzième Samding tulkou, et qu'une autre réincarnation est plus susceptible d'être la bonne réincarnation,. Selon d'autres sources, elle est née en décembre 1942.
Selon Hanna Havnevik, Dechen Choedon fut reconnue par le 14e dalaï-lama et le gouvernement du Tibet comme émanation de Dorje Phagmo (Vajravarahi) à l'âge de 5 ans, en 1947. Elle fut intronisée 12e Samding Dorje Phagmo, abbesse actuelle du monastère de Samding comme traditionnellement ses prédécesseurs,. Après l'intervention militaire chinoise au Tibet (1950-1951), elle devint vice-présidente de l' « association bouddhiste », dont le dalaï-lama était président, et le 10e panchen-lama, l'autre vice-président.
Elle se rend à Lhassa en 1958 et reçoit les enseignements sur Yamantaka du dalaï-lama et Vajrayogini du tuteur cadet du dalaï-lama, Trijang Rinpoché,.
Elle reçut l'enseignement de la tradition bodongpa. Tout en étant à la tête du monastère de Samding, elle détient une haute fonction dans le gouvernement de la région autonome du Tibet, en conséquence de quoi elle a été accusée de « collaborer » avec le gouvernement chinois par les milieux exilés et leurs sympathisants,.
La 12e Samding Dorje Phagmo partit en exil en 1959 à l'âge de 17 ans, puis, après être rentrée en Chine, devint vice-présidente de la Conférence consultative politique du peuple chinois de la région autonome du Tibet et membre de l’Assemblée nationale populaire. Heinrich Harrer affirme que par la suite, Dorje Phagmo vécut à Lhassa, se maria puis divorça et eut un enfant, mena joyeuse vie, et reçut un financement de l'état chinois.
Durant la révolution culturelle elle est qualifiée de « monstre et démon », humiliée et battue lors de séances de lutte. Elle n'a alors que 24 ans et vient de donner naissance à son troisième enfant. Son mari, était un des fils de Kashopa. Ils ont finalement divorcé en 1985.
Résidant à Lhassa en 2004, elle s'est remariée en 1985 et a trois enfants de son précédent mariage célébré en 1962. Elle est vice-présidente du Comité permanent du Parlement régional de la région autonome du Tibet.
Selon l'agence Chine nouvelle, elle a condamné le dalaï-lama pour les troubles au Tibet en mars 2008 : « En voyant à la télévision un tout petit nombre de gens sans scrupules brûlant et fracassant des magasins, des écoles et le bien de la collectivité, brandissant des couteaux et des bâtons pour attaquer de malheureux passants, j'ai ressenti une surprise extrême, un chagrin profond et un ressentiment mêlé d'indignation », a-t-elle déclaré, ajoutant que « Les péchés du dalaï-lama et de ses partisans violaient gravement les enseignements et préceptes fondamentaux du Bouddhisme et nuisaient gravement à l'ordre normal et à la bonne réputation du Bouddhisme tibétain traditionnel ». Le dalaï-lama rejette ces accusations, affirmant qu'il soutient les Jeux Olympiques et ne cherche qu'une plus grande autonomie pour le Tibet.